# Danilo (futbolista nacido en 1991)
Danilo Luiz da Silva (Bicas, Minas Gerais, 15 de julio de 1991), conocido simplemente como Danilo, es un futbolista brasileño que juega como defensa en el C. R. Flamengo del Campeonato Brasileño de Serie A.

## Trayectoria

### América Mineiro
Empezó a jugar en las categorías inferiores del América Mineiro de Brasil a los 12 años. En 2009 jugó con el primer equipo y ganó la Serie C, la Tercera División del país.

### Santos F. C.
En mayo de 2010 fue fichado por el Santos. El inversor DIS Esporte, se quedó con el 37,5 % de los derechos económicos gratis y el 25% restante, se lo quedó el América Mineiro. Ganó el Campeonato Paulista en 2011 y jugó dos temporadas en la Serie A. Jugó los 90 minutos en los dos partidos de la final de la Copa Libertadores 2011 ante Peñarol de Uruguay. Anotó el gol que le dio el triunfo definitivo y el campeonato al Santos.

### F. C. Porto
A comienzos de enero de 2012, el Porto pagó al Santos 18 millones de euros por el defensa brasileño, siendo el segundo jugador más caro de la historia del club. El Benfica llegó a ofrecer 10 millones de euros pero ya era tarde, el Porto se había hecho con sus servicios.
Jugó de suplente de Cristian Săpunaru en sus inicios, pero pronto se convirtió en la primera opción para Vítor Pereira, con su compatriota Alex Sandro -que firmó al mismo tiempo- con lo que ayudaban en la parte defensiva a conquistar la Primeira Liga.
Danilo anotó su cuarto gol de la temporada competitiva 2014-15 el 18 de febrero de 2015, la compensación de un tiro penal del 1 a 1 ante el Basel de Suiza en la primera fase eliminatoria de la UEFA Champions League siendo su primer gol internacional.

### Real Madrid C. F.
El 31 de marzo de 2015, se confirmó su fichaje por el Real Madrid C. F. de España, por 31,5 millones de euros, quedando en el Porto hasta finalizar la temporada y luego quedar vinculado con el Real Madrid. El 9 de julio fue presentando en el Estadio Santiago Bernabéu como nuevo jugador. Tras ganar varios títulos con el equipo madrileño, en julio de 2017 se anunció su fichaje por el Manchester City.

### Manchester City F. C.
El 22 de julio de 2017, durante la pretemporada del Real Madrid en Los Ángeles, se oficializa su fichaje por el Manchester City por 30 millones más 5 en variables, entrenado por Pep Guardiola y que fue clave en el fichaje del jugador brasileño por dicho club inglés.

### Juventus F. C.
El 7 de agosto de 2019 la Juventus F. C. hizo oficial su incorporación hasta 2024 a cambio de 37 millones de euros. Debutó el 31 de ese mismo mes ante la S. S. C. Napoli, encuentro en el que también marcó un gol, siendo este el primero de sus 213 partidos. Se marchó el 27 de enero de 2025 tras llegar a un acuerdo para rescindir su contrato. Durante su etapa en el club ganó cuatro títulos, una Serie A, una Supercopa y dos veces la Copa Italia, la última de ellas como capitán.

### Regreso a Brasil
Dos días después de haber abandonado el club italiano, se hizo oficial su vuelta al fútbol brasileño tras firmar con C. R. Flamengo hasta finales de 2026.

## Selección nacional
En julio de 2012 fue incluido por Mano Menezes en la lista de 18 jugadores que integraron el equipo olímpico brasileño que compitió en los Juegos Olímpicos de Londres de 2012 En 2014 quedó seleccionado para Brasil 2014 pero no jugó ningún partido con su selección.
Fue convocado por la selección de Brasil para disputar la Copa Mundial de Fútbol de 2018. Jugó un solo encuentro, y la selección de Brasil quedó eliminada en los cuartos de final.

### Participaciones con la selección
| Torneo                   | Sede           | Resultado        | Partidos | Goles |
| ------------------------ | -------------- | ---------------- | -------- | ----- |
| Sudamericano Sub-20 2011 | Perú           | Campeón          | 8        | 1     |
| Copa Mundial Sub-20 2011 | Colombia       | Campeón          | 7        | 1     |
| Total                    | Total          | Total            | 15       | 2     |
| Juegos Olímpicos 2012    | Londres        | Subcampeón       | 7        | 1     |
| Total                    | Total          | Total            | 7        | 1     |
| Copa Mundial 2018        | Rusia          | Cuartos de final | 1        | 0     |
| Copa Mundial 2022        | Catar          | Cuartos de final | 3        | 0     |
| Total                    | Total          | Total            | 4        | 0     |
| Copa América 2015        | Chile          | Cuartos de final | 0        | 0     |
| Copa América 2021        | Brasil         | Subcampeón       | 7        | 0     |
| Copa América 2024        | Estados Unidos | Cuartos de final | 4        | 0     |
| Total                    | Total          | Total            | 11       | 0     |

## Estadísticas

### Clubes
Actualizado al último partido disputado el 17 de agosto de 2025.
| Club                             | Div.          | Temporada     | Liga  | Liga  | Estatal | Estatal | Copas | Copas | Internacional | Internacional | Total | Total |
| Club                             | Div.          | Temporada     | Part. | Goles | Part.   | Goles   | Part. | Goles | Part.         | Goles         | Part. | Goles |
| -------------------------------- | ------------- | ------------- | ----- | ----- | ------- | ------- | ----- | ----- | ------------- | ------------- | ----- | ----- |
| América Mineiro · Brasil         | 3.ª           | 2009          | 24    | 2     | 2       | 0       | —     | —     | —             | —             | 26    | 2     |
| América Mineiro · Brasil         | 2.ª           | 2010          | 7     | 0     | 4       | 2       | —     | —     | —             | —             | 11    | 2     |
| América Mineiro · Brasil         | Total club    | Total club    | 31    | 2     | 6       | 2       | 0     | 0     | 0             | 0             | 37    | 4     |
| Santos F. C. · Brasil            | 1.ª           | 2010          | 26    | 4     | —       | —       | —     | —     | —             | —             | 26    | 4     |
| Santos F. C. · Brasil            | 1.ª           | 2011          | 23    | 1     | 13      | 0       | —     | —     | 16            | 5             | 52    | 6     |
| Santos F. C. · Brasil            | Total club    | Total club    | 49    | 5     | 13      | 0       | 0     | 0     | 16            | 5             | 78    | 10    |
| F. C. Porto Portugal             | 1.ª           | 2011-12       | 6     | 0     | —       | —       | 1     | 0     | 1             | 0             | 8     | 0     |
| F. C. Porto Portugal             | 1.ª           | 2012-13       | 28    | 2     | —       | —       | 8     | 1     | 7             | 0             | 43    | 3     |
| F. C. Porto Portugal             | 1.ª           | 2013-14       | 28    | 3     | —       | —       | 9     | 0     | 12            | 0             | 49    | 3     |
| F. C. Porto Portugal             | 1.ª           | 2014-15       | 29    | 6     | —       | —       | 2     | 0     | 10            | 1             | 41    | 7     |
| F. C. Porto Portugal             | Total club    | Total club    | 91    | 11    | 0       | 0       | 20    | 1     | 30            | 1             | 141   | 13    |
| Real Madrid C. F. · España       | 1.ª           | 2015-16       | 24    | 2     | —       | —       | 0     | 0     | 7             | 1             | 31    | 3     |
| Real Madrid C. F. · España       | 1.ª           | 2016-17       | 17    | 1     | —       | —       | 5     | 0     | 3             | 0             | 25    | 1     |
| Real Madrid C. F. · España       | Total club    | Total club    | 41    | 3     | 0       | 0       | 5     | 0     | 10            | 1             | 56    | 4     |
| Manchester City F. C. Inglaterra | 1.ª           | 2017-18       | 23    | 3     | —       | —       | 9     | 0     | 6             | 0             | 38    | 3     |
| Manchester City F. C. Inglaterra | 1.ª           | 2018-19       | 11    | 1     | —       | —       | 9     | 0     | 2             | 0             | 22    | 1     |
| Manchester City F. C. Inglaterra | Total club    | Total club    | 34    | 4     | 0       | 0       | 18    | 0     | 8             | 0             | 60    | 4     |
| Juventus de Turín · Italia       | 1.ª           | 2019-20       | 22    | 2     | —       | —       | 4     | 0     | 6             | 0             | 32    | 2     |
| Juventus de Turín · Italia       | 1.ª           | 2020-21       | 34    | 1     | —       | —       | 5     | 0     | 7             | 0             | 46    | 1     |
| Juventus de Turín · Italia       | 1.ª           | 2021-22       | 22    | 1     | —       | —       | 4     | 1     | 5             | 0             | 31    | 2     |
| Juventus de Turín · Italia       | 1.ª           | 2022-23       | 38    | 3     | —       | —       | 4     | 0     | 12            | 0             | 54    | 3     |
| Juventus de Turín · Italia       | 1.ª           | 2023-24       | 29    | 1     | —       | —       | 5     | 0     | —             | —             | 34    | 1     |
| Juventus de Turín · Italia       | 1.ª           | 2024-25       | 12    | 0     | —       | —       | 0     | 0     | 4             | 0             | 16    | 0     |
| Juventus de Turín · Italia       | Total club    | Total club    | 157   | 8     | 0       | 0       | 22    | 1     | 34            | 0             | 213   | 9     |
| C. R. Flamengo · Brasil          | 1.ª           | 2025          | 7     | 1     | 4       | 0       | 3     | 1     | 4             | 1             | 18    | 3     |
| C. R. Flamengo · Brasil          | Total club    | Total club    | 7     | 1     | 4       | 0       | 3     | 1     | 4             | 1             | 18    | 3     |
| Total carrera                    | Total carrera | Total carrera | 410   | 34    | 23      | 2       | 68    | 3     | 102           | 8             | 603   | 47    |
| 1. 2. 3. 4.                      |               |               |       |       |         |         |       |       |               |               |       |       |

### Selecciones
| Sub-20 · Brasil                                   | 2011          | -  | - | 8 | 1 | 7  | 1 | 15 | 2 |
| Sub-20 · Brasil                                   | Total         | 0  | 0 | 8 | 1 | 7  | 1 | 15 | 2 |
| Olímpica · Brasil                                 | 2012          | -  | - | - | - | 4  | 1 | 4  | 1 |
| Olímpica · Brasil                                 | Total         | 0  | 0 | 0 | 0 | 4  | 1 | 4  | 1 |
| Absoluta · Brasil                                 | 2011          | 2  | 0 | - | - | -  | - | 2  | 0 |
| Absoluta · Brasil                                 | 2012          | 5  | 0 | - | - | -  | - | 5  | 0 |
| Absoluta · Brasil                                 | 2014          | 5  | 0 | - | - | -  | - | 5  | 0 |
| Absoluta · Brasil                                 | 2015          | 4  | 0 | - | - | -  | - | 4  | 0 |
| Absoluta · Brasil                                 | 2017          | 1  | 0 | - | - | -  | - | 1  | 0 |
| Absoluta · Brasil                                 | 2018          | 5  | 0 | - | - | 1  | 0 | 6  | 0 |
| Absoluta · Brasil                                 | 2019          | 3  | 1 | - | - | -  | - | 3  | 1 |
| Absoluta · Brasil                                 | Total         | 25 | 1 | 0 | 0 | 1  | 0 | 26 | 1 |
| Total carrera                                     | Total carrera | 25 | 1 | 8 | 1 | 12 | 2 | 45 | 4 |
| (1) Incluye los partidos del Sudamericano Sub-20. |               |    |   |   |   |    |   |    |   |

## Palmarés

### Campeonatos regionales
| Título              | Club           | Estado         | Año  |
| ------------------- | -------------- | -------------- | ---- |
| Campeonato Paulista | Santos F. C.   | São Paulo      | 2010 |
| Campeonato Paulista | Santos F. C.   | São Paulo      | 2010 |
| Campeonato Carioca  | C. R. Flamengo | Río de Janeiro | 2025 |

### Campeonatos nacionales
| Título              | Club                  | País       | Año     |
| ------------------- | --------------------- | ---------- | ------- |
| Série C             | América Mineiro       | Brasil     | 2009    |
| Copa de Brasil      | Santos F. C.          | Brasil     | 2010    |
| Primeira Liga       | F. C. Porto           | Portugal   | 2011-12 |
| Primeira Liga       | F. C. Porto           | Portugal   | 2012-13 |
| La Liga             | Real Madrid C. F.     | España     | 2016-17 |
| Copa de la Liga     | Manchester City F. C. | Inglaterra | 2017-18 |
| Premier League      | Manchester City F. C. | Inglaterra | 2017-18 |
| Community Shield    | Manchester City F. C. | Inglaterra | 2018    |
| Copa de la Liga     | Manchester City F. C. | Inglaterra | 2018-19 |
| Premier League      | Manchester City F. C. | Inglaterra | 2018-19 |
| FA Cup              | Manchester City F. C. | Inglaterra | 2018-19 |
| Serie A             | Juventus F. C.        | Italia     | 2019-20 |
| Supercopa de Italia | Juventus F. C.        | Italia     | 2020    |
| Copa Italia         | Juventus F. C.        | Italia     | 2020-21 |
| Copa Italia         | Juventus F. C.        | Italia     | 2023-24 |
| Supercopa de Brasil | C. R. Flamengo        | Brasil     | 2025    |

### Campeonatos internacionales
| Título                         | Club (*)          | Sede      | Año     |
| ------------------------------ | ----------------- | --------- | ------- |
| Campeonato Sudamericano Sub-20 | Brasil sub-20     | Perú      | 2011    |
| Copa Libertadores de América   | Santos F. C.      | São Paulo | 2011    |
| Copa Mundial Sub-20            | Brasil sub-20     | Colombia  | 2011    |
| Juegos Olímpicos               | Brasil sub-23     | Londres   | 2012    |
| Liga de Campeones de la UEFA   | Real Madrid C. F. | Milán     | 2015-16 |
| Supercopa de la UEFA           | Real Madrid C. F. | Trondheim | 2016    |
| Copa Mundial de Clubes         | Real Madrid C. F. | Japón     | 2016    |
| Liga de Campeones de la UEFA   | Real Madrid C. F. | Cardiff   | 2016-17 |

(*) Incluyendo la selección.

### Distinciones individuales
| Distinción                               | Año  |
| ---------------------------------------- | ---- |
| Defensa más goleador de la Primeira Liga | 2015 |